# زیردریایی اس-۱۱۷
زیردریایی اس-۱۱۷ (به انگلیسی: Soviet submarine S-117) یک زیردریایی بود. این زیردریایی در سال ۱۹۳۴ ساخته شد.